# Wilfredo Cienfuegos
Wilfredo Ulises Cienfuegos (Houston, Texas, Estados Unidos, 10 de febrero de 1996) es un futbolista salvadoreño nacido en Estados Unidos.
Actualmente no tiene equipo.

## Clubes
Actualizado al último partido jugado el 17 de noviembre de 2021.
| Club Deportivo Municipal Limeño · El Salvador | 1.ª                 | 2017-18             | 27  | 0 | - | - | - | - | 27  | 0 |
| Club Deportivo Municipal Limeño · El Salvador | 1.ª                 | 2018                | 20  | 1 | - | - | - | - | 20  | 1 |
| Club Deportivo Municipal Limeño · El Salvador | Total               | Total               | 47  | 1 | 0 | 0 | 0 | 0 | 47  | 1 |
| Santa Tecla Fútbol Club · El Salvador         | 1.ª                 | 2019                | 16  | 1 | - | - | - | - | 16  | 1 |
| Santa Tecla Fútbol Club · El Salvador         | 1.ª                 | 2019-20             | 31  | 0 | - | - | 4 | 0 | 35  | 0 |
| Santa Tecla Fútbol Club · El Salvador         | Total               | Total               | 47  | 1 | 0 | 0 | 4 | 0 | 51  | 1 |
| Alianza Fútbol Club · El Salvador             | 1.ª                 | 2020-21             | 27  | 1 | - | - | 1 | 0 | 28  | 1 |
| Alianza Fútbol Club · El Salvador             | Total               | Total               | 27  | 1 | 0 | 0 | 1 | 0 | 28  | 1 |
| Club Deportivo Municipal Limeño · El Salvador | 1.ª                 | 2021                | 10  | 0 | - | - | - | - | 10  | 0 |
| Club Deportivo Municipal Limeño · El Salvador | Total               | Total               | 10  | 0 | 0 | 0 | 0 | 0 | 10  | 0 |
| Total en su carrera                           | Total en su carrera | Total en su carrera | 131 | 3 | 0 | 0 | 5 | 0 | 136 | 3 |
| (2) No incluye goles en partidos amistosos.   |                     |                     |     |   |   |   |   |   |     |   |

Reservas/Inferiores/Universidad
| Club       | País           | Año         |
| ---------- | -------------- | ----------- |
| Texas Rush | Estados Unidos | 2016 - 2017 |

### Selección nacional
| Selección                                    | Año                 | Partidos | Goles |
| -------------------------------------------- | ------------------- | -------- | ----- |
| El Salvador                                  |                     |          |       |
| 2019                                         | 0                   | 0        |       |
| Total en su carrera                          | Total en su carrera | 0        | 0     |
| Estadísticas hasta el 15 de octubre de 2019. |                     |          |       |